# 1719
Năm 1719 (số La Mã: MDCCXIX) là một năm thường bắt đầu vào ngày Chủ nhật trong lịch Gregory (hoặc một năm thường bắt đầu vào thứ Tư trong lịch Julius chậm hơn 11 ngày).

## Sinh
- Lê Ý Tông